# Lorenzo Insigne
Lorenzo Insigne (ur. 4 czerwca 1991 we Frattamaggiore) – włoski piłkarz występujący na pozycji pomocnika lub napastnika, były reprezentant Włoch.

## Kariera klubowa
Insigne jest wychowankiem akademii SSC Napoli. W Serie A zadebiutował 24 stycznia 2010, gdy wszedł w ostatniej minucie meczu z Livorno za Germána Denisa. Kilka tygodni później został wypożyczony do Cavese.
W 2010 Foggia Calcio wykupiła 50% jego karty zawodniczej. Pod wodzą czeskiego trenera, Zdenka Zemana, trafił 19 goli.
8 lipca 2011 ponownie grał pod wodzą Zemana, tym razem został wypożyczony do Pescary.
Od lutego 2019 do stycznia 2022 był kapitanem Napoli.
8 stycznia 2022, na zasadzie wolnego transferu, Insigne przeszedł do kanadyjskiego klubu Toronto FC, z którym podpisał czteroletni kontrakt. 23 lipca zadebiutował w klubie, przegrywając 4:0 mecz Major League Soccer z Charlotte FC.

## Kariera reprezentacyjna
6 października 2011 zadebiutował w drużynie reprezentacji Włoch U-21. Strzelił dwie bramki w wygranym 7:2 meczu z Liechtensteinem. 11 września 2012 zadebiutował w dorosłej reprezentacji w wygranym 2:0 meczu z Maltą. Pierwszą bramkę zdobył w przegranym 2:1 meczu przeciwko Argentynie 14 sierpnia 2013. Wystąpił na Mistrzostwach Świata 2014, Mistrzostwach Europy 2016 i na Mistrzostwach Europy 2020 w których zwyciężył.

## Życie prywatne
Jego trzej bracia Roberto, Marco i Antonio również są piłkarzami. Żonaty z Genoveffą Jarone, z którą ma dwójkę synów Carmine i Christiana. 